# Marcos Peña Ocaña
Marcos Peña Ocaña (Almería, 22 gennaio 2005) è un calciatore spagnolo, centrocampista del Famalicão.

## Carriera
Prodotto nel settore giovanile dell'Almería, debutta in prima squadra il 17 marzo 2024 nella partita di campionato vinta 1-0 contro il Las Palmas.

## Statistiche

### Presenze e reti nei club
| Stagione        | Squadra         | Campionato      | Campionato | Campionato | Coppe nazionali | Coppe nazionali | Coppe nazionali | Coppe continentali | Coppe continentali | Coppe continentali | Altre coppe | Altre coppe | Altre coppe | Totale | Totale | Totale |
| Stagione        | Squadra         | Comp            | Pres       | Reti       | Comp            | Pres            | Reti            | Comp               | Pres               | Reti               | Comp        | Pres        | Reti        | Pres   | Reti   |        |
| --------------- | --------------- | --------------- | ---------- | ---------- | --------------- | --------------- | --------------- | ------------------ | ------------------ | ------------------ | ----------- | ----------- | ----------- | ------ | ------ | ------ |
| 2023-2024       | Almería         | PD              | 5          | 0          | CR              | 0               | 0               | -                  | -                  | -                  | -           | -           | -           | 5      | 0      |        |
| Totale carriera | Totale carriera | Totale carriera | 5          | 0          |                 | 0               | 0               | -                  | -                  | -                  | -           | -           | -           | 5      | 0      |        |